# Mando (zangeres)
Mando (Grieks: Μαντώ) (Piraeus, 13 april 1966), geboren als Adamantia Stamatopoulou (Grieks: Αδαμαντία Σταματοπούλου), is een Grieks zangeres. 
Mando werd in Piraeus geboren en groeide op in Athene. Ze studeerde piano en muziektheorie aan het nationaal conservatorium. Toen ze 18 was tekende Mando haar eerste platencontract met CBS. Vijf jaar geleden studeerde ze zang met Hal Schaeffer in de Verenigde Staten.
Mando's eerste poging om mee te doen aan het Eurovisiesongfestival was in 1989, toen ze tweede werd, slechts één punt achter Marianna. Ze spande een proces aan tegen de Griekse omroep ERT, omdat een van de juryleden zijn stem niet had uitgebracht. Ze won maar omdat het al te laat was om nog te veranderen ging Marianna naar het festival. Mando werd gekozen om Griekenland te vertegenwoordigen in 2003 met het lied "Never let you go". Ze werd  slechts zeventiende.

## Discografie
- Fill Me Up (With Your Love) (Maxi-Single) - 1986
- Set Yourself In Motion (Maxi-Single) - 1986
- Dos Mou Ena Fili... Auto to Kalokairi (Give Me A Kiss... This Summer) - 1989
- Ptisi Gia Dio - 1990
- Kinisi Triti - 1991
- Esthisis - 1992
- I Diki Mas I Agapi - 1993
- Anisiho Vlemma - 1994
- Ston Evdomo Ourano - 1995
- Gia Oles Tis Fores - 1997
- Prodosia - 1998
- Se Alli Diastasi - 2000
- Mando & Coltrane Big Band (cd-single) - 2001
- Ligo Ligo (cd-single) - 2002
- Never Let You Go (cd-single) - 2003

1974: Marinella · 
1976: Mariza Koch · 
1977: Pascalis, Marianna, Robert & Bessy · 
1978: Tania Tsanaklidou · 
1979: Elpida · 
1980: Anna Vissi & Epikouri · 
1981: Yiannis Dimitras · 
1983: Kristi Stassinopoulou · 
1985: Takis Biniaris · 
1987: Bang · 
1988: Afroditi Frida · 
1989: Mariana Efstratiou · 
1990: Christos Callow & Wave · 
1991: Sophia Vossou · 
1992: Cleopatra · 
1993: Katerina Garbi · 
1994: Kostas Bigalis & The Sea Lovers · 
1995: Elina Konstantopoulou · 
1996: Mariana Efstratiou · 
1997: Marianna Zorba · 
1998: Thalassa · 
2001: Antique · 
2002: Michalis Rakintzis · 
2003: Mando · 
2004: Sakis Rouvas · 
2005: Elena Paparizou · 
2006: Anna Vissi · 
2007: Sarbel · 
2008: Kalomira · 
2009: Sakis Rouvas · 
2010: Giorgos Alkaios & Friends · 
2011: Loukas Giorkas feat. Stereo Mike · 
2012: Eleftheria Eleftheriou · 
2013: Koza Mostra feat. Agathonas Iakovidis · 
2014: Freaky Fortune feat. RiskyKidd · 
2015: Maria Elena Kiriakou · 
2016: Argo · 
2017: Demy · 
2018: Gianna Terzi · 
2019: Katerine Duska · 
2021: Stefania · 
2022: Amanda Tenfjord · 
2023: Victor Vernicos · 
2024: Marina Satti · 
2025: Klavdia